# 印度、锡兰和缅甸布尔什维克列宁主义党
印度、锡兰和缅甸布尔什维克列宁主义党（英語：Bolshevik–Leninist Party of India, Ceylon and Burma，缩写为BLPI）是南亚历史上的一个托洛茨基主义政党，致力于独立和社会主义。该党成立于1942年，由两个英属印度团体（“联合省和比哈尔布尔什维克列宁主义党”与“印度布尔什维克工人党”）和英屬錫蘭（今斯里兰卡）的兰卡平等社会党组成。该党是第四国际的印度支部。尽管该党的名称包含“缅甸”一词，但该党并未在英属缅甸活动。
在第二次世界大战剩余的时间里，该党在英属印度和英属锡兰的多个城市对工会运动和学生运动产生重要影响。该党在有轨电车工人以及白金汉和卡纳蒂克纺织厂的工人中拥有大量成员。该党在“退出印度运动”中发挥重要作用，其成员制作传单和海报，无条件支持这一运动，甚至更进一步，呼吁士兵起义，以将英国势力赶出印度为最终目标。该党试图将“退出印度运动”引导为一次革命性的起义，引发殖民政府的严重镇压，许多成员被迫转入地下。该党是唯一无条件支持皇家印度海军兵变的政党。
1945年二战结束后，出现两个平行的兰卡平等社会党，一个隶属于印度、锡兰和缅甸布尔什维克列宁主义党，另一个作为独立政党；1946年，两党短暂和解。在1947年锡兰议会选举中，隶属于印度、锡兰和缅甸布尔什维克列宁主义党锡兰分支取得5个议会席位；而独立的兰卡平等社会党取得10个议会席位，成为最大的反对党。不久，印度、锡兰和缅甸布尔什维克列宁主义党锡兰分支改组为“布尔什维克平等社会党”，作为第四国际锡兰支部。
锡兰分支脱离后，该党的残余势力主要集中在加尔各答、马德拉斯和马杜赖，在这些城市的工会中活动。1948年，在第四国际的要求下，该党执行“打入主义”策略，加入社会党。